# Brad Park
Pour les articles homonymes, voir Park.
Temple de la renommée : 1988
Douglas Bradford Park, dit Brad Park, (né le 6 juillet 1948 à Toronto, dans la province de l'Ontario, au Canada) est un joueur professionnel canadien de hockey sur glace. Il évoluait au poste de défenseur et a joué dans la Ligue nationale de hockey pour les Rangers de New York, les Bruins de Boston et les Red Wings de Détroit. Il est aussi membre du Temple de la renommée du hockey.

## Biographie
Park fut choisi second au total par les Rangers au cours du repêchage amateur de la LNH 1966 et, après un bref passage dans la Ligue américaine de hockey, Park débutait dans la LNH en 1968. Il ne lui fallut que peu de temps avant de s'imposer comme étant le meilleur défenseur des Rangers, et déjà on le comparait au grand Bobby Orr. Ses talents offensifs, son maniement du bâton et sa pugnacité attirèrent beaucoup l'attention des amateurs.
Il fut nommé assistant-capitaine des Rangers et fut brièvement capitaine. En 1972, Park mena ses Rangers à la finale de la Coupe Stanley, mais ils furent défaits par nul autre que Orr et ses Bruins. La même année, il était finaliste au trophée James-Norris et nommé joueur le plus utile de la Série du siècle. Le 7 novembre 1975, l'un des plus gros échanges de l'histoire eut lieu : Park, Jean Ratelle et Joe Zanussi furent cédés aux Bruins en retour de Phil Esposito et de Carol Vadnais.
Tandis qu'Esposito et Vadnais demeuraient des joueurs efficaces chez les Rangers, les Bruins, eux, gagnèrent littéralement le gros lot. Sous les ordres de Don Cherry, il continua d'obtenir énormément de succès. Il fut de nouveau finaliste au trophée James-Norris. En 1977 et 1978, il fut de nouveau finaliste pour la Coupe Stanley, mais à chaque fois, les Canadiens de Montréal furent victorieux.
En 1983-1984, Park signe avec les Red Wings comme agent libre et remporte le trophée Bill-Masterton pour sa persévérance et établit la même année un record chez les Wings pour le plus de passes par un défenseur. Après 1985, toujours efficace mais ennuyé par des blessures à répétition au genou, Park met un terme à sa carrière. L'année suivante, il est brièvement nommé entraîneur des Wings.

## Statistiques
| Saison     | Équipe               | Ligue      |       | Saison régulière | Saison régulière | Saison régulière | Saison régulière | Saison régulière |    | Séries éliminatoires | Séries éliminatoires | Séries éliminatoires | Séries éliminatoires | Séries éliminatoires |
| Saison     | Équipe               | Ligue      | PJ    | B                | A                | Pts              | Pun              | PJ               | B  | A                    | Pts                  | Pun                  |                      |                      |
| 1965-1966  | Marlboros de Toronto | AHO        | 33    | 0                | 14               | 14               | 48               | -                | -  | -                    | -                    | -                    |                      |                      |
| 1966-1967  | Marlboros de Toronto | AHO        | 28    | 4                | 15               | 19               | 73               | -                | -  | -                    | -                    | -                    |                      |                      |
| 1967-1968  | Marlboros de Toronto | AHO        | 50    | 10               | 33               | 43               | 120              | -                | -  | -                    | -                    | -                    |                      |                      |
| 1968-1969  | Bisons de Buffalo    | LAH        | 17    | 2                | 12               | 14               | 49               | -                | -  | -                    | -                    | -                    |                      |                      |
| 1968-1969  | Rangers de New York  | LNH        | 54    | 3                | 23               | 26               | 70               | 4                | 0  | 2                    | 2                    | 7                    |                      |                      |
| 1969-1970  | Rangers de New York  | LNH        | 60    | 11               | 26               | 37               | 98               | 5                | 1  | 2                    | 3                    | 11                   |                      |                      |
| 1970-1971  | Rangers de New York  | LNH        | 68    | 7                | 37               | 44               | 114              | 13               | 0  | 4                    | 4                    | 42                   |                      |                      |
| 1971-1972  | Rangers de New York  | LNH        | 75    | 24               | 49               | 73               | 130              | 16               | 4  | 7                    | 11                   | 21                   |                      |                      |
| 1972-1973  | Rangers de New York  | LNH        | 52    | 10               | 43               | 53               | 51               | 10               | 2  | 5                    | 7                    | 8                    |                      |                      |
| 1973-1974  | Rangers de New York  | LNH        | 78    | 25               | 57               | 82               | 148              | 13               | 4  | 8                    | 12                   | 38                   |                      |                      |
| 1974-1975  | Rangers de New York  | LNH        | 65    | 13               | 44               | 57               | 104              | 3                | 1  | 4                    | 5                    | 2                    |                      |                      |
| 1975-1976  | Rangers de New York  | LNH        | 13    | 2                | 4                | 6                | 23               | -                | -  | -                    | -                    | -                    |                      |                      |
| 1975-1976  | Bruins de Boston     | LNH        | 43    | 16               | 37               | 53               | 95               | 11               | 3  | 8                    | 11                   | 14                   |                      |                      |
| 1976-1977  | Bruins de Boston     | LNH        | 77    | 12               | 55               | 67               | 67               | 14               | 2  | 10                   | 12                   | 4                    |                      |                      |
| 1977-1978  | Bruins de Boston     | LNH        | 80    | 22               | 57               | 79               | 79               | 15               | 9  | 11                   | 20                   | 14                   |                      |                      |
| 1978-1979  | Bruins de Boston     | LNH        | 40    | 7                | 32               | 39               | 10               | 11               | 1  | 4                    | 5                    | 8                    |                      |                      |
| 1979-1980  | Bruins de Boston     | LNH        | 32    | 5                | 16               | 21               | 27               | 10               | 3  | 6                    | 9                    | 4                    |                      |                      |
| 1980-1981  | Bruins de Boston     | LNH        | 78    | 14               | 52               | 66               | 111              | 3                | 1  | 3                    | 4                    | 11                   |                      |                      |
| 1981-1982  | Bruins de Boston     | LNH        | 75    | 14               | 42               | 56               | 82               | 11               | 1  | 4                    | 5                    | 4                    |                      |                      |
| 1982-1983  | Bruins de Boston     | LNH        | 76    | 10               | 26               | 36               | 82               | 16               | 3  | 9                    | 12                   | 18                   |                      |                      |
| 1983-1984  | Red Wings de Détroit | LNH        | 80    | 5                | 53               | 58               | 85               | 3                | 0  | 3                    | 3                    | 0                    |                      |                      |
| 1984-1985  | Red Wings de Détoit  | LNH        | 67    | 13               | 30               | 43               | 53               | 3                | 0  | 0                    | 0                    | 11                   |                      |                      |
| Totaux LNH | Totaux LNH           | Totaux LNH | 1 113 | 213              | 683              | 896              | 1 429            | 161              | 35 | 90                   | 125                  | 217                  |                      |                      |